# Maria Alice
Maria Alice cũng có thể đề cập đến một fadista người Bồ Đào Nha
Maria Alice de Fátima Rocha Silva (sinh ngày 23 tháng 10 năm 1971), được biết đến với cái tên Maria Alice, là một ca sĩ Cabo Verde. Cô sinh ra và lớn lên trên đảo Sal. Sân bay quốc tế của Cabo Verde dựa trên Sal và giọng hát độc đáo của Maria đã thu hút sự chú ý của nhiều nhạc sĩ Cabo Verde đã đi qua hòn đảo trên đường đến và từ Châu Âu, Châu Mỹ và Châu Phi. Cô sớm chuyển đến Lisbon, Bồ Đào Nha và bắt đầu biểu diễn và thu âm với các nghệ sĩ thành lập như nghệ sĩ clarinettist nổi tiếng Luís Morais. Cô gặp khó khăn đầu tiên tại một số câu lạc bộ Lisbon bao gồm Câu lạc bộ Ritz và B.Leza. Album đầu tiên của cô là Ilha d ' Sal dựa trên hòn đảo quê hương của cô. Album solo thứ hai của cô D'zencontre được thu âm tại Lisbon vào năm 1995 với các nhạc sĩ địa phương hàng đầu.
Cô xuất hiện trong nhiều lễ hội quốc tế ở Pháp, Hà Lan, Tây Ban Nha, Hy Lạp, Ý, Mỹ, San Marino, Thụy Sĩ và Đức. Cô cũng xuất hiện tại các triển lãm quốc tế bao gồm Expo 94 ở Seville và Expo 98 ở Lisbon và gần đây là Triển lãm Thượng Hải, và tại các lễ hội khác bao gồm Liên hoan nhạc Jazz Montreal, Festival de Santa Maria. Cô đã tham gia vào một cảnh tượng để vinh danh "Cesária Évora và những người bạn", đi lưu diễn các nước khác bao gồm Anh, Thụy Sĩ, Thụy Điển, Đức, Pháp, Trung Quốc tại Triển lãm Thượng Hải, v.v. Cô đã ghi một đĩa CD ở Paris. Cô đã hát ở Moscow với Cesária Évora và tham gia vào Anh trong giải đấu Women of Cabo Verde với Lura và Nancy Vieira.

## Danh sách đĩa hát
- Ilha d'Sal (1994)
- D'Zemcontre (1998)
- Lágrima e Súplica (2002)
- Tocatina (2008)